# ليف غارفيلد
ليف غارفيلد (بالإنجليزية: Liv Garfield)‏ هي كبيرة الإداريين التنفيذيين ورائدة أعمال بريطانية، ولدت في 10 سبتمبر 1975 في هاروغيت في المملكة المتحدة.